# Rudolf von Sebottendorf
Rudolf von Sebottendorf (ur. 9 listopada 1875 w Hoyerswerdzie, zm. 9 maja 1945 w Stambule) – niemiecki okultysta, przewodniczący Towarzystwa Thule.

## Życiorys
Naprawdę nazywał się Adam Alfred Rudolf Glauer, tytuł barona przyjął bezpodstawnie. 
Urodził się w Saksonii, w rodzinie maszynisty. Po studiach wykonywał różne prace, w końcu osiadł w Turcji (w Stambule) i nauczył się języka tureckiego. Zaczął interesować się okultyzmem.
W dniu ogłoszenia kapitulacji przez III Rzeszę popełnił samobójstwo, rzucając się do Bosforu.

## Literatura
- Marek Tabor, Ezoteryczne źródła nazizmu, bibLioteka, Kraków-Warszawa 1993